# Run Up
Run Up – singel amerykańskiego projektu muzycznego Major Lazer z gościnnym udziałem kanadyjskiego piosenkarza PartyNextDoora i amerykańskiej raperki Nicki Minaj wydany 27 stycznia 2017 roku.

## Lista utworów
- Digital download (27 stycznia 2017)[2]

1. „Run Up” – 3:23

- Digital download (31 marca 2017)[2]

1. „Run Up” (Big Fish Remix) – 3:27

- Digital download (14 kwietnia 2017)[2]

1. „Run Up” (Sak Noel, Salvi & Arpa Remix) – 3:28
2. „Run Up” (Sub Focus Remix) – 4:03
3. „Run Up” (Big Fish Remix) – 3:27

- Digital download (12 maja 2017)[2]

1. „Run Up” (Afrosmash Remix) – 3:25

## Produkcja
Singel został wyprodukowany przez zespół Stargate, Dipla i Jr. Blendera.

## Teledysk
Teledysk do utworu wyreżyserowany przez Stromae’a, Luca Juniora Tama i Martina Scalima został opublikowany 12 kwietnia 2017 roku.

## Pozycje na listach i sprzedaż
| Kraj              | Lista (2017)               | Najwyższa pozycja | Certyfikat | Sprzedaż |
| ----------------- | -------------------------- | ----------------- | ---------- | -------- |
| Nowa Zelandia     | Top 40 Singles             | 14                | złoto      |          |
| Holandia          | Single Top 100             | 14                | –          |          |
| Francja           | Top 200 Singles            | 16                | –          |          |
| Kanada            | Billboard Canadian Hot 100 | 20                | –          |          |
| Wielka Brytania   | Singles Top 200            | 20                | srebro     | 200 000  |
| Portugalia        | Top 100 Singles            | 21                | –          |          |
| Niemcy            | Top 100 Singles            | 22                | –          |          |
| Szwecja           | Top 100 Singles            | 23                | –          |          |
| Dania             | Track Top-40               | 23                | –          |          |
| Szwajcaria        | Singles Top 100            | 25                | –          |          |
| Irlandia          | Singles Chart              | 25                | –          |          |
| Australia         | Top 50 Singles             | 27                | złoto      |          |
| Norwegia          | Top 40 Singles             | 27                | –          |          |
| Belgia (Flandria) | Ultratop 50 Singles        | 31                | –          |          |
| Belgia (Walonia)  | Ultratop 50 Singles        | 33                | –          |          |
| Austria           | Singles Top 75             | 37                | –          |          |
| Włochy            | Top 100 Singles            | 41                | złoto      | 25 000   |
| Stany Zjednoczone | Hot 100                    | 66                | –          |          |